# 分布滯後
分布滯後（英語：distributed lag，又稱落差分配）的模型在統計學與計量經濟學裡是一種時間序列模型，模型的迴歸式依據當期與前期解釋變數的值預估因變數的值。
分布滯後模型源自於下列形式的假設結構
{\displaystyle y_{t}=a+w_{0}x_{t}+w_{1}x_{t-1}+w_{2}x_{t-2}+...+{\text{error term}}}
或
{\displaystyle y_{t}=a+w_{0}x_{t}+w_{1}x_{t-1}+w_{2}x_{t-2}+...+w_{n}x_{t-n}+{\text{error term}},}
其中 yt 是因變數 y 在第 t 期的值，a 是需估計的截距項，而 wi 稱為落差權重（亦需估計），置於前 i 期解釋變數 x 的前面。第一條方程式假設因變數的值會受到過去無數期自變數的值所影響，因此有無數個落差權重（lag weights），故稱為無窮落差分配模型（infinite distributed lag model）。相對的，第二條方程式的落差權重個數有限，假設一定期數前的自變數就不會影響因變數的值；基於這種假設的模型就稱為有限落差分配模型（finite distributed lag model）。
無窮落差分配模型需要估計無數個落差項的權重；顯然只有假設各落差權重之間的關係存在某種結構，才能以有限的假設參數表達無數個落差權重。有限落差分配模型的參數可以直接使用一般最小平方法（ordinary least squares）估計（假設有足夠的資料）；然而估計結果可能會因為各期自變數間的多重共線性而失真，或許還是一樣需要假設各落差權重之間的關係存在某種結構。
落差分配模型的右手側很容易擴充為一個以上的解釋變數。

## 非結構化估計
一般最小平方法是估計落差分配之參數最簡單的方法，假設最多回顧 {\displaystyle P} 期落差項，假設誤差項為獨立同分配，且各期落差項的係數之間沒有結構關係。然而各期落差項間經常出現多重共線性，導致估計出來的係數失真。

## 結構化估計
落差項的係數之間有結構關係的落差分配模型分為兩類：無窮跟有限。無窮落差分配之自變數的值會永無止境地影響未來所有的因變數，換句話說，因變數的值會受到之前所有自變數的值無遠弗屆的影響；但時間（落差）超過一定長度後影響逐漸趨近於零。有限時間落差分配之自變數的值只會影響未來幾期的因變數。

### 有限落差分配
最重要的有限落差分配模型是 Almon落差模型。這個模型由資料本身決定落差結構的型態，但研究人員必須指定最長的時間（落差）；長度不正確會扭曲落差結構的型態與自變數的累積效應。Almon 假設第 k+1 個落差權重與下列式子當中 n+1 個線性的可估計參數(n<k) aj 有關
{\displaystyle w_{i}=\sum _{j=0}^{n}a_{j}i^{j}}
其中 {\displaystyle i=0,\dots ,k.}

### 無窮落差分配
最常見的無窮落差模型結構為幾何落差（geometric lag），也稱為 Koyck lag。這種落差結構之自變數的權重(影響程度)隨著時間(落差)長度增加呈指數下降；雖然這種落差結構的型態固定，但下降率與整體影響程度都由資料本身決定。其迴歸式非常直覺：以前期的因變數與當期的自變數作為解釋變數（迴歸式的右手側）
{\displaystyle y_{t}=a+\lambda y_{t-1}+bx_{t}+{\text{error term}}.}
如果模型設定正確，係數 {\displaystyle \lambda } 的值會介於 0 與 1 之間或等於 0。此模型自變數的短期(當期)影響為 b，長期(累積)影響可以寫成 {\displaystyle b+\lambda b+\lambda ^{2}b+...=b/(1-\lambda ).}
為了能夠由資料本身決定落差結構的型態，因而提出其它無窮落差分配模型。Polynomial inverse lag假設落差權重與下列式子當中線性的可估計參數 aj 有關
{\displaystyle w_{i}=\sum _{j=2}^{n}{\frac {a_{j}}{(i+1)^{j}}},}
其中 {\displaystyle i=0,\dots ,\infty .}
Geometric combination lag假設落差項的權重與下列式子當中線性的可估計參數 aj 有關
{\displaystyle w_{i}=\sum _{j=2}^{n}a_{j}(1/j)^{i},}
其中 {\displaystyle i=0,\dots ,\infty } 或
{\displaystyle w_{i}=\sum _{j=1}^{n}a_{j}[j/(n+1)]^{i},}
其中 {\displaystyle i=0,\dots ,\infty .}
其它無窮落差分配結構還有 gamma lag與 rational lag。

## 參閱
- ARMA模型
- Mixed-data sampling